# Celtibèria
Celtibèria era un territori que es pot situar a la part oriental de la Meseta i vora el Sistema Ibèric, i a les terres de la riba oest de la vall de l'Ebre, encara que alguns autors consideren que Celtibèria ocupava tota la Meseta. Els seus límits no es van definir mai completament pels autors clàssics. Estrabó diu que ocupaven la part central de la Meseta, Plini el Vell i Claudi Ptolemeu la descriuen com una regió que ocupava la part sud de la Meseta i la serralada Ibèrica. Titus Livi diu que estava dividida en dos parts, la citerior i la ulterior, que va ser generalment acceptada pels autors que van escriure després d'ell. La Celtibèria citerior ocuparia el Sistema Ibèric en la part que voreja la vall de l'Ebre, i la ulterior, la part del Sistema Ibèric que fa límit amb el riu Duero.

## Límits tribals
El país era poblats pels celtibers suposadament resultants de la fusió d'ibers i celtes. Segons Diodor de Sicília «els celtibers són una combinació de dos pobles, que només es van fusionar després de ferotges guerres». Posidoni i Marc Valeri Marcial també diuen que els celtibers són una mescla de celtes i d'ibers, mentre que Apià i Estrabó indiquen que són celtes que viuen entre ibers. La historiografia actual reconeix unànimement la predominança del component cèltic, la llengua per exemple, tot i reconèixer les influències culturals ibèriques, com ara a l'escriptura.
Limitava al nord amb les tribus dels Berons i Vàrduls, a l'oest amb àsturs, vacceus, vetons i carpetans; al sud amb els oretans, bastetans i edetans, i a l'est amb les muntanyes d'Idubeda.

## Divisió interior
Els celtibers es dividien segons Estrabó en 4 tribus, cadascuna amb el seu territori. Menciona els Arevacs, i els lusons. Plini el Vell parla dels pelèndons, i altres autors esmenten als bel·les i als Titos o Ditans (Polibi i Apià). Altres grups que de vegades s'hi inclouen són els lobetans, els òlcades i els turboletes.

## Ciutats de Celtibèria[1]
- Segòbriga (capital)
- Segeda
- Numància
- Pallantia
- Caravis
- Turiaso (Tarassona)
- Balsio o Belliso (Borja)
- Allobon o Alavona (Alagó)
- Segontia (Epila)
- Segontia o Seguntia (Sigüenza)
- Nertobriga (L'Almunia de Donya Godina)
- Bílbilis (prop de Calataiud)
- Aquae Bilbitanorum
- Arcobriga
- Caesada (Quesada)
- Sermo (Muel)
- Carae (Carinyena)
- Agiria (Daroca)
- Albonica (Puerta de Daroca)
- Urbiaca (Molina de Aragón)
- Valebonga o Valeponga (Valsolebre)
- Putea (Conca)
- Saltici (Santa María del Campo o Jorquera)
- Parietinis (San Clemente o Chinchilla de Monte-Aragón)
- Libisosia (Lezuza)
- Ercavica o Ergavia
- Bursada
- Centrobriga
- Attacum (Ateca)
- Contrebia
- Complega
- Valeria (Valera la Vieja)
- Egelasta
- Ocilis
- Belsinum
- Mediolum
- Condabora
- Istonium
- Alaba
- Libana
- Urcesa
- Munda
- Certima
- Belgeda o Belgida

Es coneixen diversos assentaments a l'Aragó, a la Navarra mitjana i meridional, i a altres llocs. A Navarra s'han trobat restes a Monteagudo, Tulebras i Urzante entre altres llocs. A la ribera tudelana un poblat celtibèric de certa importància va ser destruït per a l'explotació d'una fàbrica de totxos.

## Història
Hanníbal va sotmetre els celtibers a Cartago no sense dificultat. Durant la Segona Guerra Púnica (219 aC-202 aC) van donar suport als cartaginesos, però Escipió va aconseguir la seva aliança, tot i que un cos de celtibers va seguir a les ordres dels cartaginesos, com a mercenaris.
L'avarícia d'alguns governadors romans va provocar el seu aixecament l'any 181 aC. La revolta es va calmar amb les promeses de Tiberi Grac el 179 aC però el 153 aC la resistència de Segeda a les peticions romanes va tornar a portar la guerra; el general romà Marc Claudi Marcel era partidari d'un arrengament pacífic però el Senat va exigir la rendició incondicional. Amb l'aixecament de Viriat a Lusitània la lluita va ser de baixa intensitat durant uns anys però el 143 aC es va reprendre sobretot per part de Numància. Finalment la guerra va acabar el 133 aC però la submissió dels celtibers era encara poc segura i en temps de Sertori els celtibers li van donar complet suport. La conquesta de Numància va posar fi a la independència i després els celtibers ja van adoptar la llengua, vestit i costums dels romans.